# Onthophagus nigriobscurior
Onthophagus nigriobscurior é uma espécie de inseto do género Onthophagus, família Scarabaeidae, ordem Coleoptera.

## História
Foi descrita cientificamente por Ochi, Kon & Tsubaki em 2009.